# Collectio Dionysiana
Die Collectio Dionysiana ist eine Kanones-Sammlung, die nach ihrem Verfasser Dionysius Exiguus benannt ist, der sie um 500 in Rom anlegte und mehrfach überarbeitete. Sie ist eine der frühesten und einflussreichsten Sammlungen der Westkirche. Ein Großteil des Materials stammt aus griechischsprachigen Rechtsquellen, die Dionysus Exiguus teilweise selbst ins Lateinische übersetzte. Die Sammlung ist einerseits nach unterschiedlichen Rechtsquellen und innerhalb dieser Abteilungen wiederum chronologisch geordnet.